# Diré
Diré är en krets i Mali.   Den ligger i regionen Gao, i den centrala delen av landet, 600 km nordost om huvudstaden Bamako. Antalet invånare är 111 324.